# N585 (België)
De N585 is een gewestweg in Charleroi, België tussen de N5 en onder andere de R9. De weg heeft een lengte van ongeveer 1 kilometer en draagt de naam Rue de la Boucheterre.
De gehele weg bestaat uit twee rijstroken voor beide richtingen samen.